# Gran Premio motociclistico del Giappone 2018
Il Gran Premio motociclistico del Giappone 2018 è stato la sedicesima prova (quindicesima effettivamente disputata) del motomondiale 2018, trentottesima edizione nella storia di questo GP, trentasettesima corsa nel contesto del motomondiale. Le tre gare sono state vinte da Marc Márquez per la MotoGP, Francesco Bagnaia per la Moto2 e Marco Bezzecchi per la Moto3.

## MotoGP
Ottenendo oltremodo l'ottava vittoria stagionale, lo spagnolo Marc Márquez si laurea matematicamente campione mondiale della classe, raggiungendo il settimo titolo della carriera. Alle sue spalle si classificano il britannico Cal Crutchlow e l'altro spagnolo Álex Rins.

### Arrivati al traguardo
| Pos. | Nº | Pilota             | Squadra                        | Motocicletta       | Giri | Tempo     | Griglia | Punti |
| ---- | -- | ------------------ | ------------------------------ | ------------------ | ---- | --------- | ------- | ----- |
| 1º   | 93 | Marc Márquez       | Repsol Honda                   | Honda RC213V       | 24   | 42'36.438 | 6º      | 25    |
| 2º   | 35 | Cal Crutchlow      | LCR Honda Castrol              | Honda RC213V       | 24   | +1,573    | 4º      | 20    |
| 3º   | 42 | Álex Rins          | Suzuki Ecstar                  | Suzuki GSX-RR      | 24   | +1,72     | 8º      | 16    |
| 4º   | 46 | Valentino Rossi    | Movistar Yamaha                | Yamaha YZR-M1      | 24   | +6,413    | 9º      | 13    |
| 5º   | 19 | Álvaro Bautista    | Ángel Nieto Team               | Ducati Desmosedici | 24   | +6,919    | 10º     | 11    |
| 6º   | 5  | Johann Zarco       | Monster Yamaha Tech 3          | Yamaha YZR-M1      | 24   | +8,024    | 2º      | 10    |
| 7º   | 25 | Maverick Viñales   | Movistar Yamaha                | Yamaha YZR-M1      | 24   | +13,33    | 7º      | 9     |
| 8º   | 26 | Dani Pedrosa       | Repsol Honda                   | Honda RC213V       | 24   | +15,582   | 11º     | 8     |
| 9º   | 9  | Danilo Petrucci    | Alma Pramac Racing             | Ducati Desmosedici | 24   | +20,584   | 15º     | 7     |
| 10º  | 55 | Hafizh Syahrin     | Monster Yamaha Tech 3          | Yamaha YZR-M1      | 24   | +24,985   | 16º     | 6     |
| 11º  | 21 | Franco Morbidelli  | EG 0,0 Marc VDS                | Honda RC213V       | 24   | +25,931   | 17º     | 5     |
| 12º  | 38 | Bradley Smith      | Red Bull KTM Factory Racing    | KTM RC16           | 24   | +26,875   | 13º     | 4     |
| 13º  | 44 | Pol Espargaró      | Red Bull KTM Factory Racing    | KTM RC16           | 24   | +27,069   | 14º     | 3     |
| 14º  | 89 | Katsuyuki Nakasuga | Yamalube Yamaha Factory Racing | Yamaha YZR-M1      | 24   | +32,55    | 20º     | 2     |
| 15º  | 30 | Takaaki Nakagami   | LCR Honda Idemitsu             | Honda RC213V       | 24   | +37,718   | 12º     | 1     |
| 16º  | 10 | Xavier Siméon      | Reale Avintia Raing            | Ducati Desmosedici | 24   | +39,583   | 22º     |       |
| 17º  | 81 | Jordi Torres       | Reale Avintia Raing            | Ducati Desmosedici | 24   | +39,839   | 25º     |       |
| 18º  | 4  | Andrea Dovizioso   | Ducati Team                    | Ducati Desmosedici | 24   | +42,698   | 1º      |       |
| 19º  | 45 | Scott Redding      | Aprilia Racing Team Gresini    | Aprilia RS-GP      | 24   | +49,943   | 21º     |       |
| 20º  | 12 | Thomas Lüthi       | EG 0,0 Marc VDS                | Honda RC213V       | 24   | +52,707   | 23º     |       |
| 21º  | 50 | Sylvain Guintoli   | Suzuki Ecstar                  | Suzuki GSX-RR      | 24   | +1'01.848 | 24º     |       |

### Ritirati
| Nº | Pilota          | Squadra                     | Motocicletta       | Giri | Griglia |
| -- | --------------- | --------------------------- | ------------------ | ---- | ------- |
| 29 | Andrea Iannone  | Suzuki Ecstar               | Suzuki GSX-RR      | 14   | 5º      |
| 17 | Karel Abraham   | Ángel Nieto Team            | Ducati Desmosedici | 12   | 18º     |
| 43 | Jack Miller     | Alma Pramac Racing          | Ducati Desmosedici | 10   | 3º      |
| 41 | Aleix Espargaró | Aprilia Racing Team Gresini | Aprilia RS-GP      | 6    | 19º     |

### Non partito
| Nº | Pilota        | Squadra     | Motocicletta       |
| -- | ------------- | ----------- | ------------------ |
| 99 | Jorge Lorenzo | Ducati Team | Ducati Desmosedici |

## Moto2
Il pilota francese Fabio Quartararo ha tagliato per primo il traguardo ma è stato in seguito squalificato; la vittoria è stata così assegnata all'italiano Francesco Bagnaia che ha preceduto il connazionale Lorenzo Baldassarri e il portoghese Miguel Oliveira. Con l'ottavo successo stagionale Bagnaia consolida la prima posizione in campionato e come unico contendente al titolo resta Oliveira.

### Arrivati al traguardo
| Pos. | Nº | Pilota              | Squadra                    | Motocicletta       | Giri | Tempo     | Griglia | Punti |
| ---- | -- | ------------------- | -------------------------- | ------------------ | ---- | --------- | ------- | ----- |
| 1º   | 42 | Francesco Bagnaia   | SKY Racing Team VR46       | Kalex              | 22   | 41'04.294 | 1º      | 25    |
| 2º   | 7  | Lorenzo Baldassarri | Pons HP40                  | Kalex              | 22   | +6,227    | 5º      | 20    |
| 3º   | 44 | Miguel Oliveira     | Red Bull KTM Ajo           | KTM                | 22   | +11,553   | 9º      | 16    |
| 4º   | 73 | Álex Márquez        | EG 0,0 Marc VDS            | Kalex              | 22   | +12,083   | 6º      | 13    |
| 5º   | 41 | Brad Binder         | Red Bull KTM Ajo           | KTM                | 22   | +12,348   | 10º     | 11    |
| 6º   | 40 | Augusto Fernández   | Pons HP40                  | Kalex              | 22   | +12,701   | 12º     | 10    |
| 7º   | 97 | Xavi Vierge         | Dynavolt Intact GP         | Kalex              | 22   | +13,652   | 7º      | 9     |
| 8º   | 27 | Iker Lecuona        | Swiss Innovative Investors | KTM                | 22   | +13,811   | 3º      | 8     |
| 9º   | 10 | Luca Marini         | SKY Racing Team VR46       | Kalex              | 22   | +15,604   | 11º     | 7     |
| 10º  | 23 | Marcel Schrötter    | Dynavolt Intact GP         | Kalex              | 22   | +17,556   | 4º      | 6     |
| 11º  | 36 | Joan Mir            | EG 0,0 Marc VDS            | Kalex              | 22   | +19,221   | 14º     | 5     |
| 12º  | 45 | Tetsuta Nagashima   | Idemitsu Honda Team Asia   | Kalex              | 22   | +19,811   | 8º      | 4     |
| 13º  | 77 | Dominique Aegerter  | Kiefer Racing              | KTM                | 22   | +20,278   | 17º     | 3     |
| 14º  | 54 | Mattia Pasini       | Italtrans Racing           | Kalex              | 22   | +23,091   | 21º     | 2     |
| 15º  | 87 | Remy Gardner        | Tech 3 Racing              | Tech 3 Mistral 610 | 22   | +24,468   | 13º     | 1     |
| 16º  | 5  | Andrea Locatelli    | Italtrans Racing           | Kalex              | 22   | +24,622   | 20º     |       |
| 17º  | 22 | Sam Lowes           | Swiss Innovative Investors | KTM                | 22   | +26,288   | 19º     |       |
| 18º  | 16 | Joe Roberts         | NTS RW Racing GP           | NTS                | 22   | +33,887   | 18º     |       |
| 19º  | 4  | Steven Odendaal     | NTS RW Racing GP           | NTS                | 22   | +34,074   | 25º     |       |
| 20º  | 2  | Jesko Raffin        | SAG Team                   | Kalex              | 22   | +34,303   | 24º     |       |
| 21º  | 66 | Niki Tuuli          | Petronas Sprinta Racing    | Kalex              | 22   | +37,458   | 28º     |       |
| 22º  | 89 | Khairul Idham Pawi  | Idemitsu Honda Team Asia   | Kalex              | 22   | +37,921   | 23º     |       |
| 23º  | 57 | Edgar Pons          | MB Conveyors - Speed Up    | Speed Up           | 22   | +42,57    | 22º     |       |
| 24º  | 62 | Stefano Manzi       | Forward Racing             | Suter MMX2         | 22   | +46,667   | 27º     |       |
| 25º  | 95 | Jules Danilo        | Nashi Argan SAG            | Kalex              | 22   | +56,5     | 30º     |       |
| 26º  | 32 | Isaac Viñales       | Forward Racing             | Suter MMX2         | 22   | +59,659   | 29º     |       |
| 27º  | 18 | Xavier Cardelús     | Marinelli Snipers          | Kalex              | 22   | +1'07.065 | 31º     |       |

### Ritirati
| Nº | Pilota           | Squadra             | Motocicletta       | Giri | Griglia |
| -- | ---------------- | ------------------- | ------------------ | ---- | ------- |
| 64 | Bo Bendsneyder   | Tech 3 Racing       | Tech 3 Mistral 610 | 21   | 26º     |
| 9  | Jorge Navarro    | Federal Oil Gresini | Kalex              | 13   | 15º     |
| 21 | Federico Fuligni | Tasca Racing        | Kalex              | 9    | 32º     |
| 24 | Simone Corsi     | Tasca Racing        | Kalex              | 3    | 16º     |

### Squalificato
| Nº | Pilota           | Squadra                 | Motocicletta | Tempo     | Giri | Griglia |
| -- | ---------------- | ----------------------- | ------------ | --------- | ---- | ------- |
| 20 | Fabio Quartararo | MB Conveyors - Speed Up | Speed Up     | 41:03.849 | 22   | 2º      |

## Moto3
Arrivo in volata per la classe di minor cilindrata con i primi tre piloti racchiusi in solo 42 millesimi; l'ordine di arrivo ha visto al primo posto Marco Bezzecchi davanti a Lorenzo Dalla Porta e al sudafricano Darryn Binder che ottiene il primo podio nel motomondiale. In classifica generale il capofila Jorge Martín, caduto in questa occasione, vede avvicinarsi Bezzecchi a un solo punto; al terzo posto l'altro italiano Fabio Di Giannantonio.

### Arrivati al traguardo
| Pos. | Nº | Pilota                 | Squadra                    | Motocicletta  | Giri | Tempo     | Griglia | Punti |
| ---- | -- | ---------------------- | -------------------------- | ------------- | ---- | --------- | ------- | ----- |
| 1º   | 12 | Marco Bezzecchi        | Redox PrüstelGP            | KTM RC 250 GP | 20   | 39'35.653 | 3º      | 25    |
| 2º   | 48 | Lorenzo Dalla Porta    | Leopard Racing             | Honda NSF250R | 20   | +0,041    | 10º     | 20    |
| 3º   | 40 | Darryn Binder          | Red Bull KTM Ajo           | KTM RC 250 GP | 20   | +0,042    | 5º      | 16    |
| 4º   | 10 | Dennis Foggia          | SKY Racing Team VR46       | KTM RC 250 GP | 20   | +0,212    | 7º      | 13    |
| 5º   | 17 | John McPhee            | CIP - Green Power          | KTM RC 250 GP | 20   | +0,251    | 2º      | 11    |
| 6º   | 14 | Tony Arbolino          | Marinelli Snipers          | Honda NSF250R | 20   | +0,35     | 12º     | 10    |
| 7º   | 33 | Enea Bastianini        | Leopard Racing             | Honda NSF250R | 20   | +0,404    | 6º      | 9     |
| 8º   | 19 | Gabriel Rodrigo        | RBA BOE Skull Rider        | KTM RC 250 GP | 20   | +1,561    | 1º      | 8     |
| 9º   | 71 | Ayumu Sasaki           | Petronas Sprinta Racing    | Honda NSF250R | 20   | +3,137    | 13º     | 7     |
| 10º  | 84 | Jakub Kornfeil         | Redox PrüstelGP            | KTM RC 250 GP | 20   | +7,965    | 16º     | 6     |
| 11º  | 5  | Jaume Masiá            | Bester Capital Dubai       | KTM RC 250 GP | 20   | +8,364    | 21º     | 5     |
| 12º  | 42 | Marcos Ramírez         | Bester Capital Dubai       | KTM RC 250 GP | 20   | +8,435    | 11º     | 4     |
| 13º  | 16 | Andrea Migno           | Ángel Nieto Team           | KTM RC 250 GP | 20   | +8,561    | 18º     | 3     |
| 14º  | 31 | Celestino Vietti       | SKY Racing Team VR46       | KTM RC 250 GP | 20   | +9,041    | 24º     | 2     |
| 15º  | 24 | Tatsuki Suzuki         | SIC58 Squadra Corse        | Honda NSF250R | 20   | +9,237    | 26º     | 1     |
| 16º  | 65 | Philipp Öttl           | Südmetall Schedl GP Racing | KTM RC 250 GP | 20   | +9,898    | 22º     |       |
| 17º  | 27 | Kaito Toba             | Honda Team Asia            | Honda NSF250R | 20   | +10,897   | 28º     |       |
| 18º  | 72 | Alonso López           | Estrella Galicia 0,0       | Honda NSF250R | 20   | +15,691   | 20º     |       |
| 19º  | 7  | Adam Norrodin          | Petronas Sprinta Racing    | Honda NSF250R | 20   | +15,704   | 23º     |       |
| 20º  | 81 | Stefano Nepa           | CIP - Green Power          | KTM RC 250 GP | 20   | +24,185   | 25º     |       |
| 21º  | 41 | Nakarin Atiratphuvapat | Honda Team Asia            | Honda NSF250R | 20   | +24,581   | 27º     |       |
| 22º  | 22 | Kazuki Masaki          | RBA BOE Skull Rider        | KTM RC 250 GP | 20   | +41,928   | 8º      |       |
| 23º  | 13 | Shizuka Okazaki        | Kohara Racing              | Honda NSF250R | 20   | +1'48.336 | 29º     |       |
| 24º  | 36 | Yuto Fukushima         | Team Plus One              | Honda NSF250R | 19   | +1 giro   | 30º     |       |

### Ritirati
| Nº | Pilota                | Squadra                  | Motocicletta  | Giri | Griglia |
| -- | --------------------- | ------------------------ | ------------- | ---- | ------- |
| 88 | Jorge Martín          | Del Conca Gresini        | Honda NSF250R | 14   | 4º      |
| 75 | Albert Arenas         | Ángel Nieto Team         | KTM RC 250 GP | 10   | 9º      |
| 21 | Fabio Di Giannantonio | Del Conca Gresini        | Honda NSF250R | 5    | 15º     |
| 23 | Niccolò Antonelli     | SIC58 Squadra Corse      | Honda NSF250R | 1    | 17º     |
| 77 | Vicente Pérez         | Reale Avintia Academy 77 | KTM RC 250 GP | 1    | 14º     |
| 44 | Arón Canet            | Estrella Galicia 0,0     | Honda NSF250R | 0    | 19º     |